# Perimececera giffardi
Perimececera giffardi är en insektsart som beskrevs av Frederick Arthur Godfrey Muir 1913. Perimececera giffardi ingår i släktet Perimececera och familjen sporrstritar. Inga underarter finns listade i Catalogue of Life.